# Limone sul Garda
Limone sul Garda (Limù in dialetto gardesano) è un comune italiano di 1 104 abitanti della provincia di Brescia in Lombardia.
Oggi Limone è una tra le località turistiche più frequentate della riviera bresciana, famosa per le sue limonaie, il suo pregiato olio d'oliva, e per la longevità di alcuni suoi abitanti.

## Geografia fisica
Il comune, il più settentrionale della sponda lombarda del lago di Garda e il più orientale della provincia di Brescia, si trova al confine fra tre regioni.
È infatti contiguo a nord a Riva del Garda e a Ledro (provincia di Trento), in Trentino-Alto Adige, mentre la superficie lacustre appartenente al territorio comunale confina a est con Malcesine (provincia di Verona), in Veneto.
All'interno della provincia di Brescia confina a sud e a ovest con Tremosine sul Garda.
Dista 65 km da Brescia, 50 km da Trento e 90 km da Verona.

## Origini del nome
Il nome di Limone ricorda a tutti i turisti della pittoresca località i frutti di limone: la guida cittadina afferma che questa è, insieme al vicino lago di Toblino fra le località più settentrionali dove tali frutti crescono. Dal 1863 la denominazione è stata Limone San Giovanni; quella attuale, Limone sul Garda, è stata assunta nel 1905.
Tuttavia, sebbene i limoni vi crescano realmente, non è questa l'origine del nome. Olivieri pensa al celtico limo o lemos olmo (cfr. Limonum in Gallia, l'odierna Poitiers in Francia). Meno probabile l'etimo latino līma, in riferimento a un fiume che avrebbe eroso il terreno a causa della corrente (come sosteneva Pieri, in analogia col corso d'acqua toscano); questa origine è senza giustificazione per motivi cronologici, in quanto il toponimo Lemonum è attestato già nel 1192. La tradizione locale lo vuole invece derivato da līmen, confine, con riferimento alla frontiera tra il bresciano e la giurisdizione del vescovo di Trento (oggi tra quella delle provincia di Brescia e di Trento).

## Storia
La passata produzione dei limoni, avvenuta durante il ducato di Milano per autoprodurre questi frutti e non importarli dall'"estero" è testimoniata dai terrazzamenti artificiali con dei piloni atti a stendere dei teli di protezione per le eventuali gelate invernali e il fatto che spesso in limonaia si accesero braceri per scaldare l'aria. Oggi non è più vantaggiosa per una produzione massiccia che produca reddito.
Famosa è la descrizione delle limonaie che J. Wolfgang Goethe, passando in barca da Torbole a Malcesine, tracciò nel Viaggio in Italia; d’un colpo il paese, i suoi giardini e i limoni entrarono nelle pagine della letteratura mondiale:
(J. Wolfgang Goethe, Viaggio in Italia, 1816-1817)
Per salvaguardare questo patrimonio storico ed architettonico del Garda il Comune di Limone ha ripristinato e restaurato le limonaie “del Castel” e “Villa Borghi” che attualmente sono aperte e visitabili.

### Simboli
Stemma liberamente adottato ed usato dal Comune. Il gonfalone è un drappo di azzurro.

## Monumenti e luoghi d'interesse

### Architetture religiose
- Chiesa di San Benedetto Abate (XVII secolo)
- Chiesa di San Pietro in Vinculis (IX secolo circa)
- Chiesa di San Rocco (XVI secolo)

## Società

### Evoluzione demografica
Abitanti censiti

## Infrastrutture e trasporti

### Strade
Fino agli anni quaranta il paese era confinato all'isolamento e raggiungibile solo via lago o attraverso le montagne da sud, ma la costruzione della strada statale 45bis gardesana (ultimata nel 1932) ha rotto questo isolamento ed ha portato un notevole sviluppo turistico della zona, aprendola anche verso Riva del Garda ed al turismo straniero. 
Ad oggi è la principale infrastruttura che collega Limone con Brescia a sud e Trento a nord.

### Navigazione
A Limone sono attivi 2 scali per la Navigazione. Uno per il servizio passeggeri, attivo da Marzo a Novembre per battelli e servizi rapidi (aliscafi). Il secondo scalo invece, viene usato per il trasporto dei veicoli. Il servizio collega Limone a Malcesine località Retelino e Malcesine centro. Questo servizio è attivo da Maggio a Settembre.

### Autostrade
Limone è raggiungibile dall'autostrada A22 del Brennero uscendo al casello di Rovereto Sud, dal quale dista circa 28 km.

### Aeroporti
I due scali aeroportuali più vicini sono l'aeroporto di Brescia-Montichiari (65 km) e l'aeroporto di Verona-Villafranca (90 km).

### Piste ciclabili
Nel 2018 è stata inaugurata la ciclopista del Garda, lunga 2,5 km fino al confine con il Trentino.

## Amministrazione
| Periodo        | Periodo        | Primo cittadino              | Partito      | Carica  | Note |
| -------------- | -------------- | ---------------------------- | ------------ | ------- | ---- |
| 24 aprile 1995 | 14 giugno 2004 | Giovanni Battista Martinelli | lista civica | Sindaco |      |
| 14 giugno 2004 | 27 maggio 2019 | Franceschino Risatti         | lista civica | Sindaco |      |
| 27 maggio 2019 | 10 giugno 2024 | Antonio Martinelli           | lista civica | Sindaco |      |
| 10 giugno 2024 | in carica      | Franceschino Risatti         | lista civica | Sindaco |      |

## Salute
Nel 1974 (o nel 1975) il farmacologo milanese Cesare Sirtori scoprì che gli abitanti di Limone possiedono nel sangue una forma mutata di apolipoproteina chiamata Apo A-1 Milano, che genera una variante benefica di colesterolo ad alta densità, il che diminuisce il rischio di arteriosclerosi ed altri disturbi cardiovascolari.
La presenza dell'Apo A-1 Milano a Limone sul Garda è dovuta all'isolamento che il paese ha vissuto per lungo tempo. Questa proteina ha conferito agli abitanti del villaggio un'estrema longevità - una dozzina di residenti ha superato i 100 anni (su circa un migliaio di abitanti). L'origine della mutazione è stata ricondotta ad un uomo che visse a Limone nel 1654, Giovanni Pomaroli.